# Szyperki
Szyperki est une localité polonaise de la gmina de Jarocin, située dans le powiat de Nisko en voïvodie des Basses-Carpates.